# Derby
Derby, thành phố và là một unitary authority, nằm ở miền Trung nước Anh, bên Sông Derwent. Derby là một trung tâm đường sắt từ thế kỷ 18 và nổi tiếng là nơi sản xuất gốm sứ. Thành phố này cũng là nơi sản xuất linh kiện phụ tùng máy bay, động cơ và xe ô tô, thiết bị điện, hàng dệt kim và hóa chất. Derby có nhà thờ lớn Cathedral of All Saints có một tháp đẹp xây đầu thế kỷ 16. Thành phố Derby cũng có một viện bảo tàng, một số trường kỹ thuật và một trường dạy tiếng Latin (1160).

## Lịch sử
Người La Mã đã thiết lập một tiền đồn Derventio gần địa điểm mà ngày nay là Derby. Một khu định cư Anglo-Saxo cũng đã hiện hữu ở đây, và vào thế kỷ 9 nó đã trở thành một thị trấn tự trị của người Đan Mạch. Năm 1717, nhà máy tơ lụa đầu tiên của Anh đã được xây ở Derby. Việc sản xuất gốm sứ đã được bắt đầu vào năm 1750. Đến giữa thế kỷ 19, Derby là một trung tâm sản xuất thiết bị và dịch vụ đường sắt. Đến năm 1974, Derby là một thị xã hạt Derbyshire.